# Mason Raymond
Mason Raymond (né le 17 septembre 1985 à Calgary dans la province d'Alberta au Canada) est un joueur professionnel canadien de hockey sur glace.

## Carrière de joueur
Il commence sa carrière junior en Alberta avec les Kodiaks de Camrose de la Ligue de hockey junior de l'Alberta où il remporte en 2005 la Coupe Doyle. Par la suite, il joue deux saisons avec les Bulldogs de Minnesota-Duluth où il continue d'être un élément important pour son équipe en étant nommé dans l'équipe d'étoiles des recrues de l'année et sur la 1re équipe d'étoiles en 2006 et 2007.
Au terme de la saison 2006-2007, il se rejoint le Moose du Manitoba dans la Ligue américaine de hockey pour y terminer la saison. L'année suivante, il partage son temps entre la LAH et la Ligue nationale de hockey. Il oibtient ensuite un poste permanent dans la LNH avec les Canucks de Vancouver. En 2013, il signe un contrat d'un an avec les Maple Leafs de Toronto, à la suite duquel il quitte pour les Flames de Calgary.
Le 4 juillet 2016, après avoir été racheté par les Flames de Calgary à la fin juin, il signe un contrat de 1 an à deux volets avec les Ducks d'Anaheim.

## Statistiques

### En club
| Saison     | Équipe                       | Ligue       |     | Saison régulière | Saison régulière | Saison régulière | Saison régulière | Saison régulière |   | Séries éliminatoires | Séries éliminatoires | Séries éliminatoires | Séries éliminatoires | Séries éliminatoires |
| Saison     | Équipe                       | Ligue       | PJ  | B                | A                | Pts              | Pun              | PJ               | B | A                    | Pts                  | Pun                  |                      |                      |
| 2003-2004  | Kodiaks de Camrose           | AJHL        | 57  | 27               | 35               | 62               | 32               | -                | - | -                    | -                    | -                    |                      |                      |
| 2004-2005  | Kodiaks de Camrose           | AJHL        | 55  | 41               | 41               | 82               | 80               | -                | - | -                    | -                    | -                    |                      |                      |
| 2005-2006  | Bulldogs de Minnesota-Duluth | NCAA        | 40  | 11               | 17               | 28               | 30               | -                | - | -                    | -                    | -                    |                      |                      |
| 2006-2007  | Bulldogs de Minnesota-Duluth | NCAA        | 39  | 14               | 32               | 46               | 45               | -                | - | -                    | -                    | -                    |                      |                      |
| 2006-2007  | Moose du Manitoba            | LAH         | 11  | 2                | 2                | 4                | 6                | 13               | 0 | 1                    | 1                    | 0                    |                      |                      |
| 2007-2008  | Canucks de Vancouver         | LNH         | 49  | 9                | 12               | 21               | 2                | -                | - | -                    | -                    | -                    |                      |                      |
| 2007-2008  | Moose du Manitoba            | LAH         | 20  | 7                | 10               | 17               | 6                | -                | - | -                    | -                    | -                    |                      |                      |
| 2008-2009  | Canucks de Vancouver         | LNH         | 72  | 11               | 12               | 23               | 24               | 10               | 2 | 1                    | 3                    | 2                    |                      |                      |
| 2009-2010  | Canucks de Vancouver         | LNH         | 82  | 25               | 28               | 53               | 48               | 12               | 3 | 1                    | 4                    | 6                    |                      |                      |
| 2010-2011  | Canucks de Vancouver         | LNH         | 70  | 15               | 24               | 39               | 10               | 24               | 2 | 6                    | 8                    | 6                    |                      |                      |
| 2011-2012  | Canucks de Vancouver         | LNH         | 55  | 10               | 10               | 20               | 18               | 5                | 0 | 1                    | 1                    | 0                    |                      |                      |
| 2012-2013  | Örebro HK                    | Allsvenskan | 2   | 0                | 1                | 1                | 2                | -                | - | -                    | -                    | -                    |                      |                      |
| 2012-2013  | Canucks de Vancouver         | LNH         | 46  | 10               | 12               | 22               | 16               | 4                | 1 | 1                    | 2                    | 0                    |                      |                      |
| 2013-2014  | Maple Leafs de Toronto       | LNH         | 82  | 19               | 26               | 45               | 22               | -                | - | -                    | -                    | -                    |                      |                      |
| 2014-2015  | Flames de Calgary            | LNH         | 57  | 12               | 11               | 23               | 8                | 8                | 0 | 2                    | 2                    | 0                    |                      |                      |
| 2015-2016  | Flames de Calgary            | LNH         | 29  | 4                | 1                | 5                | 8                | -                | - | -                    | -                    | -                    |                      |                      |
| 2015-2016  | Heat de Stockton             | LAH         | 15  | 6                | 9                | 15               | 2                | -                | - | -                    | -                    | -                    |                      |                      |
| 2016-2017  | Ducks d'Anaheim              | LNH         | 4   | 0                | 0                | 0                | 0                | -                | - | -                    | -                    | -                    |                      |                      |
| 2017-2018  | CP Berne                     | NL          | 35  | 17               | 18               | 35               | 6                | 5                | 2 | 2                    | 4                    | 0                    |                      |                      |
| Totaux LNH | Totaux LNH                   | Totaux LNH  | 546 | 115              | 136              | 251              | 156              | 63               | 8 | 12                   | 20                   | 14                   |                      |                      |

### En équipe nationale
| Année | Équipe | Compétition          |   | PJ | B | A | Pts | Pun                |  | Résultat |
| 2010  | Canada | Championnat du monde | 3 | 0  | 1 | 1 | 0   | 7e position        |  |          |
| 2018  | Canada | Jeux olympiques      | 6 | 1  | 1 | 2 | 6   | Médaille de bronze |  |          |

## Trophées et honneurs personnels
- Alberta Junior Hockey League
  - 2004-2005 : nommé joueur le plus utile à son équipe
  - 2004-2005 : remporta la Coupe Doyle
- Western Collegiate Hockey Association
  - 2005-2006 : nommé dans l'équipe d'étoiles des recrues
  - 2006-2007 : nommé dans la 1re équipe d'étoiles